# Кольер, Джереми
Джереми Кольер (англ. Jeremy Collier, 23 сентября 1650, Стоу-кам-Квай, Кембриджшир — 26 апреля 1726, Сомерстаун (Лондон), Англия) — английский теолог, священнослужитель, известный театральный критик своего времени. Был одним из лидеров движения «неприсягателей» (лат. non jurors).

## Биография
Джереми Кольер родился 23 сентября 1650 в городе Стоу-кам-Квай в Кембриджшире. Кольер обучался в колледже Гонвиля и Кайуса в составе Кембриджского университета, который окончил в 1669 году. В 1676 году получил степень магистра теологии, а в 1677 был рукоположён в священники англиканской церкви. После этого в течение двух лет был капелланом при коннице, которая располагалась в графстве Дорсет. В 1679 году был назначен священнослужителем церкви в Амптоне, графство Суффолк. В 1685 году стал лектором при Грейс-Инн, но ушёл в отставку в 1688 году на фоне событий, что получили название «Славная революция». После того, как Кольер примкнул к движению «неприсягателей» он наладил выпуск брошюр в поддержку реставрации монарха Якова II за что был заключён под стражу. Повторно был осужден и заключён в 1692 году по подозрению в переписке с Яковом II, что был в изгнании, но был оправдан и вышел на волю спустя 10 дней. В 1696 году он был одним из священников-«неприсягателей», что отпустили грехи казнённым на эшафоте заговорщикам — Джону Френду и Уильяму Паркинсу. За это действие священники были осуждены и заключены под стражу, но Кольер смог скрыться от преследования и вернулся в Лондон, лишь когда утихла шумиха. С 1698 года он пробует себя в качестве критика и первой его работой стала брошюра «Краткий обзор безнравственности и порядочности английской сцены». В этой работе он порицает творчество таких драматургов, как: Уильяма Уичерли, Джона Драйдена, Уильяма Конгрива, Джона Ванбру и Томаса Дерфейя. Эта работа подвергалась преследованию и запрету вплоть до 1726 года.
В 1713 году Джордж Хикс, единственный оставшийся в живых епископ-«неприсягателей» рукоположил Кольера в главу церкви-«неприсягателей» 23 июля 1716 года. В 1717 году Кольер издает работу под названием «Reasons for Restoring Some Prayers» в которой рекомендовал повторное введение определённых обычаев в англиканскую религиозную службу. Последующие споры о тех или иных «обычаях» повлекли раскол в движении «неприсягателей»..
Джереми Кольер умер 26 апреля 1726 года в Сомерстауне.